# Actinochaetopteryx nubifera
Actinochaetopteryx nubifera là một loài ruồi trong họ Tachinidae.